# 765 (szám)
A 765 (római számmal: DCCLXV) egy természetes szám.

## A szám a matematikában
A tízes számrendszerbeli 765-ös a kettes számrendszerben 1011111101, a nyolcas számrendszerben 1375, a tizenhatos számrendszerben 2FD alakban írható fel.
A 765 páratlan szám, összetett szám, kanonikus alakban a 32 · 51 · 171 szorzattal, normálalakban a 7,65 · 102 szorzattal írható fel. Tizenkét osztója van a természetes számok halmazán, ezek növekvő sorrendben: 1, 3, 5, 9, 15, 17, 45, 51, 85, 153, 255 és 765.
Huszonháromszögszám.